# Mörsdorf (Thüringen)
Mörsdorf ist eine Gemeinde im thüringischen Saale-Holzland-Kreis und Teil der Verwaltungsgemeinschaft Hermsdorf.

## Geografie
Der Ort liegt etwa zwei Kilometer nordöstlich von Quirla in unmittelbarer Nachbarschaft zur nördlich verlaufenden A 4. Durch Mörsdorf führt die Landesstraße L 1076 von Stadtroda Richtung Reichenbach.
Mörsdorf liegt auf einem Höhenzug zwischen Saale und Weißer Elster in einer kleinen Talsenke (alter Ortskern). Der Ort verfügt nicht über ein fließendes Gewässer, das Mörsdorfer Gebiet ist jedoch reichlich mit Grundwasser versehen, alle Teiche sind mit Grundwasser gefüllt.

## Geschichte
Die Ortschaft wurde 1457 erstmals urkundlich erwähnt. Laut Ortschronik hieß der Ort um 1150 Mertensdorf oder Martinsdorf, ab 1520 sprach man von Mersdorf, ab 1600 von Mörsdorf. Die ersten Besiedler des Gebietes waren die Sorben um 900, die jedoch kriegerischen germanischen Stämmen weichen mussten. Aus Westen und Südwesten wanderten Franken und Thüringer wegen des Waldreichtums und der fruchtbaren Böden ein.

## Sehenswürdigkeiten

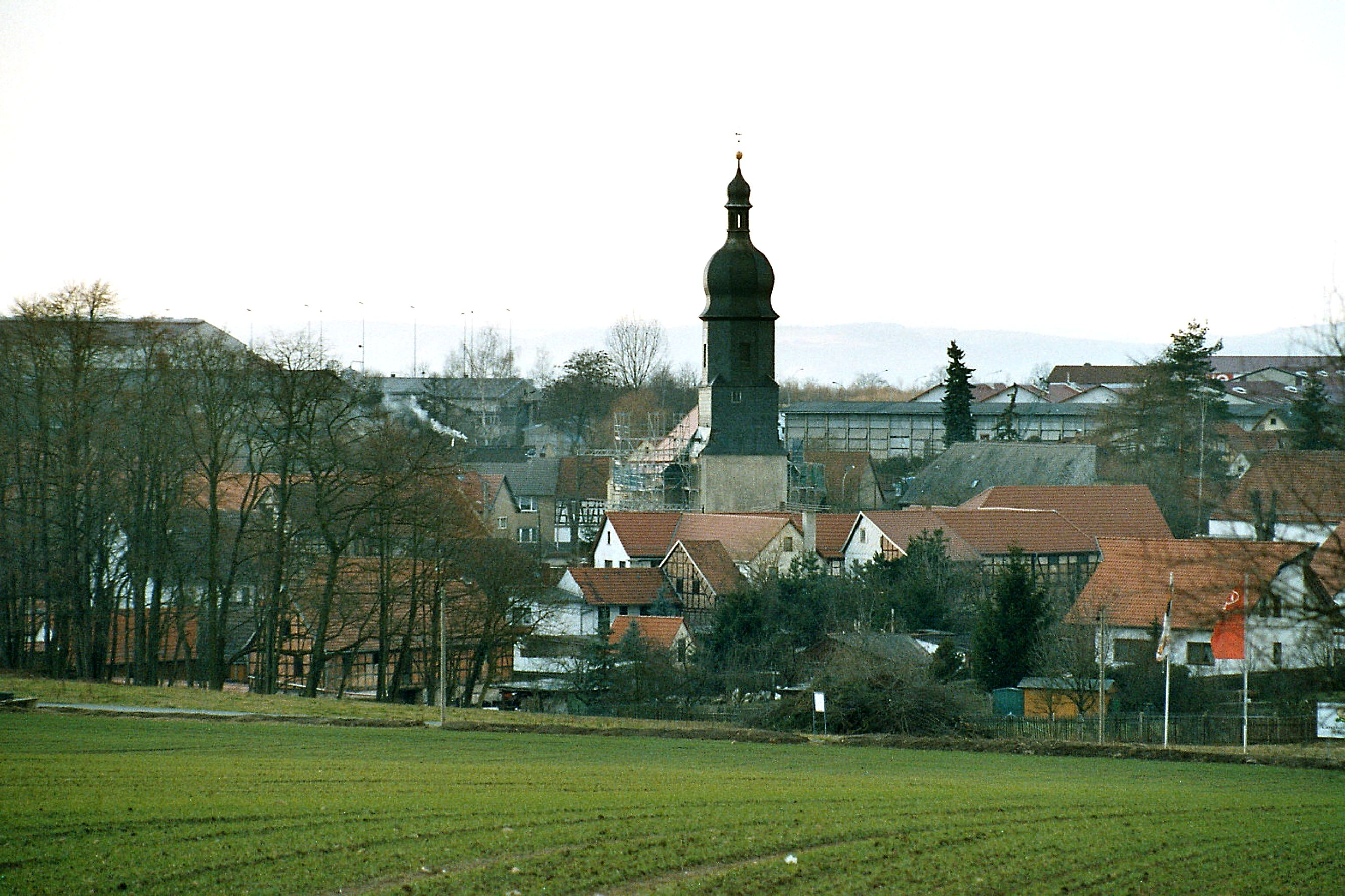
Mörsdorf

Eine der Sehenswürdigkeiten des Ortes ist die Dorfkirche Mörsdorf (Lage→) in der Dorfmitte. Sie birgt eine Gerhard-Orgel aus dem Jahre 1765.

## Persönlichkeiten
- Paul Nisse (1869–1949), Bildhauer, hatte in Mörsdorf sein Atelier.